# Fondouk

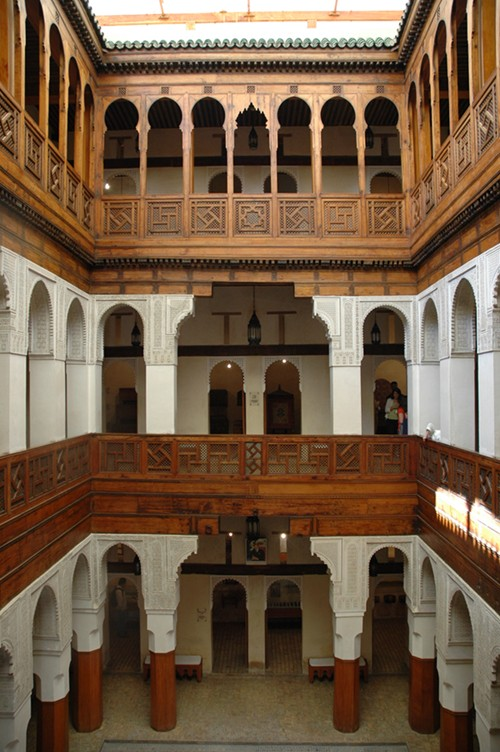
Fondouk el Nejjarine, à Fès, Maroc

Un fonduk, fondouk ou funduq (arabe: فندق), est « [une] hôtellerie et [un] entrepôt des marchands » que l'on trouve essentiellement au Maghreb et au Moyen-Orient. On utilise aussi le terme caravansérail.

## Étymologie
Le mot dérive du grec πανδοχείον « pandokeion » qui signifie auberge. Dans les textes arabes du Xe siècle, il désigne des lieux destinés à abriter les voyageurs, notamment étrangers.

## Structure et fonction
Construit généralement en carré autour d'une grande cour, le fondouk permet d'entreposer les marchandises, d'abriter les animaux de bât et les montures, et d'héberger les marchands et les voyageurs.
Les fondouks (ou caravansérails) sont des bâtiments essentiels de la vie des habitants de la médina. Ce sont de vastes maisons organisées autour d'une cour centrale, bordée en rez-de-chaussée d'ateliers, d'écuries pour les chameaux et de chambres à l'étage. Ce sont des lieux d'échanges entre les artisans et les étrangers qui s'y rassemblaient. Au Moyen Âge, ils caractérisaient la route des caravanes qui reliait l'Afrique saharienne au sud du Maroc. Les fondouks ont été progressivement remplacés par des maisons particulières et des entrepôts au fur et à mesure que les négociants se sédentarisaient et devenaient plus prospères.
Par exemple, la ville de Marrakech compte quelque 140 fondouks, notamment celui de la place Bab Fteuh, aux environs de la médersa Sidi Youssef Ben Ali. Le roi Mohammed VI a prévu un plan de 40 millions de dirhams soit quelque 2,8 millions d'euros pour leur rénovation.
Les républiques italiennes de Venise, Gênes, Amalfi, Ancône et Pise ainsi que toutes les grandes nations commerçantes du XIIe siècle possèdent des comptoirs commerciaux dans les grandes villes de la côte méditerranéenne. Ces espaces, appelés du nom italien de  fondaco (fondaci au pluriel), leur sont réservés pour entreposer leurs marchandises et commercer. Un des plus célèbres est le fondaco dei Turchi, à Venise. En Palestine on donne à ces comptoirs le nom arabe de funduq. Les premières attestations de fondouk datent du milieu du XIIe siècle, tel que les fondouks pisans de Valence et d'Alexandrie. Dans les pays occitans, et à Marseille en particulier, on utilise le terme fondègue, transcription en occitan de fondouk.